# 普洛迪奥
普洛迪奥（義大利語：Plodio），是意大利萨沃纳省的一个市镇。总面积8.21平方公里，人口648人，人口密度78.9人/平方公里（2009年）。ISTAT代码为009050。